# Spalax graecus
Spalax graecus es una especie de roedor de la familia Spalacidae.

## Distribución geográfica
Se encuentra en Rumania y Ucrania.